# Julius von Unger
Karl Christian Johann Julius von Unger (* 25. Januar 1819 in Groß Stöckheim; † 30. Mai 1906 in Weißer Hirsch) war ein deutscher Kriegsrat und Schriftsteller.

## Leben

### Militärlaufbahn im Herzogtum Braunschweig
Julius von Unger wurde 1819 im Herzogtum Braunschweig als Sohn des Rittmeisters und späteren braunschweigischen Kammerrats Friedrich Wilhelm von Unger und dessen Ehefrau Henriette, Tochter Heinrich Julius Friedrich von Schraders, geboren. Er legte an der Großen Schule in Wolfenbüttel das Abitur ab und studierte anschließend ab 1837 Rechtswissenschaft und Geschichte in Berlin, Heidelberg, Leipzig und Göttingen. Nach der Ersten juristischen Staatsprüfung 1841 war er Auditor am Herzoglichen Kreisgericht in Wolfenbüttel. Er verfolgte seine juristische Laufbahn nicht weiter und trat bereits 1842 als Freiwilliger in das Braunschweigische Husaren-Regiment Nr. 17 ein. Dort wurde er 1856 zum Hauptmann befördert, zum Kriegsintendanten ernannt und in den Brigadestab versetzt. Er wurde 1867 mit dem Charakter eines Majors zum Kriegsrat im Kriegskollegium ernannt. Die Behörde wurde 1868 aufgelöst, woraufhin Unger in den Ruhestand trat. Neben seiner militärischen Stellung hatte von Unger auch Hofämter inne. So wurde er 1851 zum Hofjunker, 1856 zum Kammerjunker und 1862 zum Kammerherrn ernannt.

### Tätigkeit in Dresden
Nach seinem Abschied aus der Armee lebte von Unger noch einige Jahre in Braunschweig, bevor er 1872 nach Dresden übersiedelte. Dort war er gemeinnützig tätig und richtete eine Kleinkinder-Bewahranstalt ein. Daneben arbeitete er schriftstellerisch und veröffentlichte 1878 seine auf Grundlage seiner Tagebuchaufzeichnungen entstandenen Lebenserinnerungen. Er verfasste Novellen (Annunciata, Das Seniorat) und populärwissenschaftliche Abhandlungen, die in verschiedenen Zeitschriften, wie z. B. den Braunschweigischen Anzeigen, erschienen. In den Grenzboten wurden seine Aufsätze über die Gymnasialfrage und das deutsche Schulwesen veröffentlicht. Von Unger gehörte dem exklusiven Dresdner Dichterclub der Vierzehner an.
Julius von Unger war seit dem 24. Oktober 1854 mit Luzie von Berge-Herrndorf verheiratet. Er war Träger des Kommandeurkreuzes des Ordens Heinrichs des Löwen. Er starb im Mai 1906 im Alter von 87 Jahren im Dresdner Vorort Weißer Hirsch.

## Schriften (Auswahl)
- Aus meinem Garnison-, Feld- und Reiseleben. Erinnerungen eines norddeutschen Offiziers. 3 Bände, Dürrsche Buchhandlung, Leipzig 1878.